# مركز كانديرستيج الكشفي الدولي
مركز كانديرستيج الكشفي الدولي (بالإنجليزية:Kandersteg International Scout Centre) هو مركز كشفي دولي في كانديرستيج، سويسرا. يقدم المركز النزل والشاليهات والمخيمات التي تغطي 17 هكتارا من الأراضي. وهو مفتوح للكشافة على مدار السنة، وكذلك لغير الكشافة لأكثر من عام. يزور المركز كل عام أكثر من 11000 شاب من أكثر من 40 بلدا مختلفا . يعتبر مركز كانديرستيج الكشفي الدولي واحد من المراكز الكشفية العالمية الثلاث للالمنظمة العالمية للحركة الكشفية.

## روابط خارجية
- الموقع الرسمي
- قرية كانديرستيج